# جنبش‌های ضد جهانی‌سازی

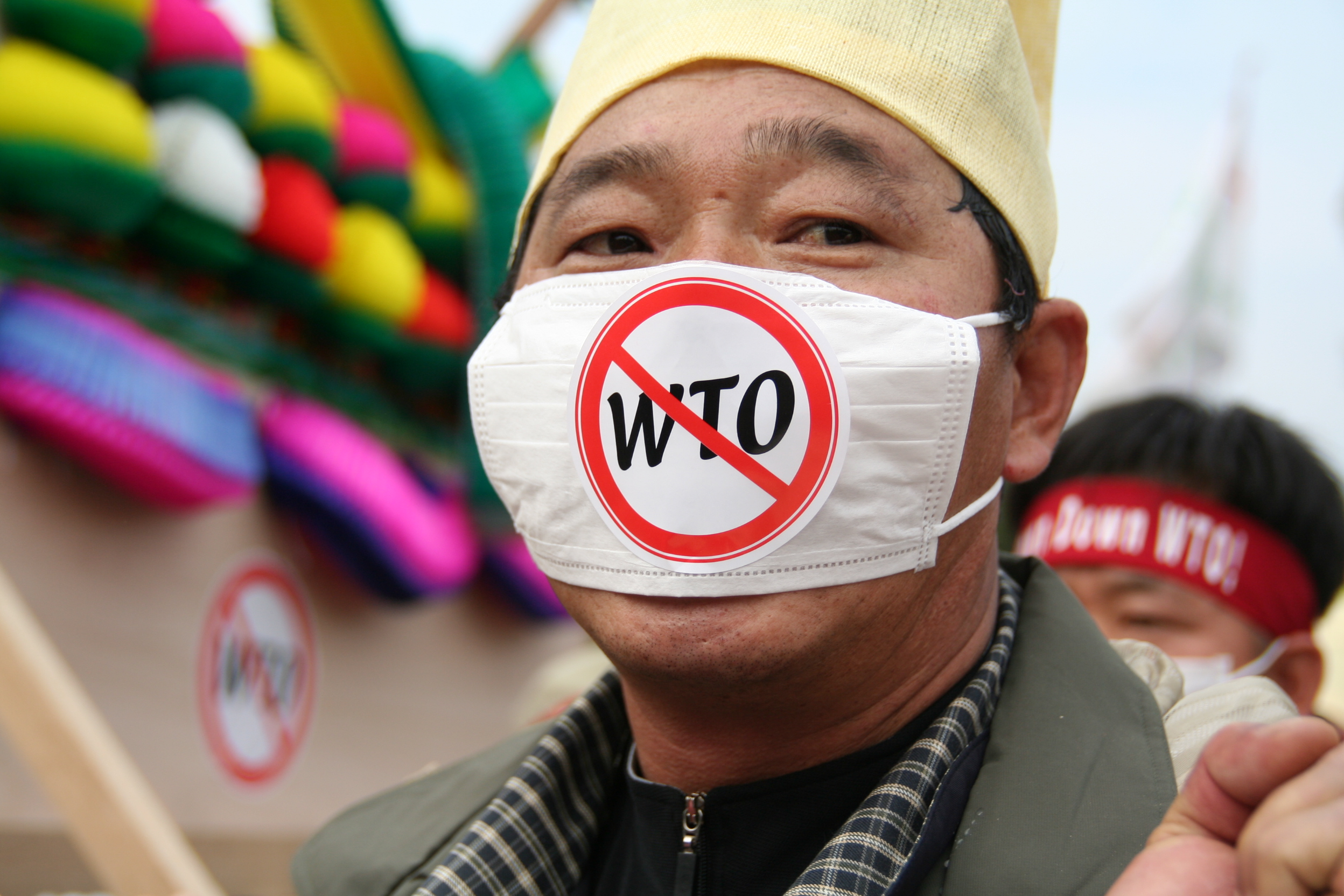
اعتراض در هنگ کنگ علیه سازمان تجارت جهانی در دسامبر 2005

جنبش‌های ضد جهانی‌سازی یا ضد جهانی‌سازی (به انگلیسی: anti-globalization movement)، گونه‌ای انتقاد به جهانی ساختن ساختارهای سرمایه‌داری (کاپیتالیستی (به انگلیسی: capitalist)) است.
به طورکلی معترضان باور دارند که نهادها و موافقت نامه‌های مالی جهانی، بنیادهای تصمیم‌گیری محلی را سست می‌گردانند. کوپریشن‌های دارای مجوزهایی هستند که شهروندان انسانی قادر به انجام آن نیستند، مانند:
1. رفت‌وآمد آزاد میان کشورها
2. استخراج منابع طبیعی مورد نیاز
3. به‌کارگیری منابع انسانی گوناگون

کوپریشن‌ها می‌توانند پس از این که زیان کلی به منابع اصلی و تنوع زیستی یک ملت وارد آوردند از آن جا کوچ کنند.

هواداران این انتقاد دارای یک سری از اندیشه‌های وابسته به هم هستند ولی آنچه در مجموع می‌توان آن را در میان همگان مشترک دانست این است که هواداران این جنبش‌ها، رو در رو شرکت‌های چند ملیتی بزرگ ایستاده‌اند.